# Civilisation gréco-romaine
Vous pouvez aider à l'améliorer ou bien discuter des problèmes sur sa page de discussion.
- Le fond est à vérifier. Si vous venez d’apposer le bandeau, merci d’indiquer ici les points à vérifier. (Marqué depuis février 2024)
- Il peut contenir un travail inédit ou des déclarations non vérifiées. Vous pouvez l’améliorer en ajoutant des références. (Marqué depuis février 2024)

Vous pouvez aider à l'améliorer ou bien discuter des problèmes sur sa page de discussion.

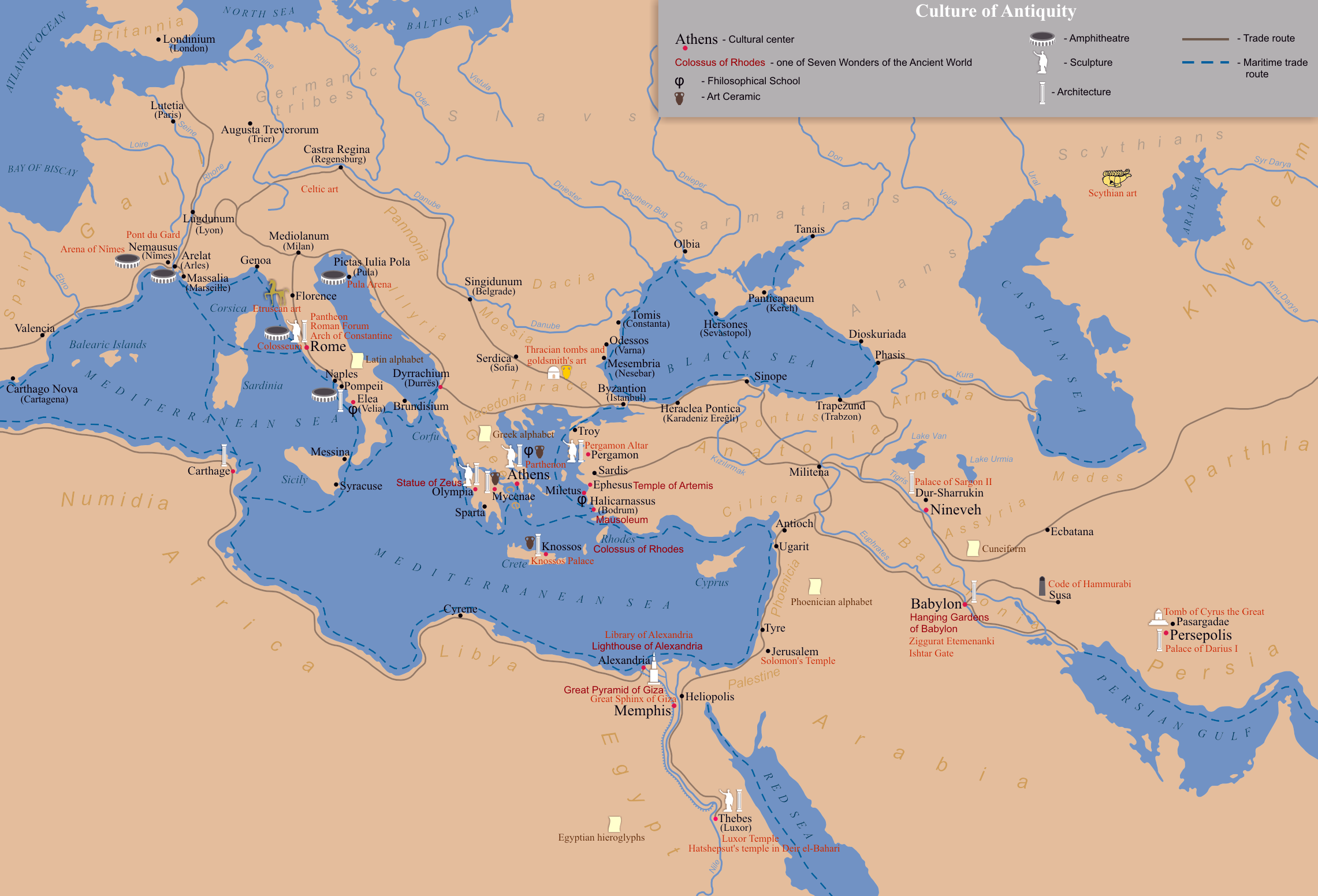
Carte du monde gréco-romain et de ses voisins dans l'Antiquité

La civilisation gréco-romaine (ou plus rarement gréco-latine) désigne un ensemble de caractéristiques sociales, politiques, philosophiques, scientifiques et culturelles développées durant la Grèce antique et la Rome antique.[réf. nécessaire]
Cette terminologie met en évidence l'influence culturelle que la Grèce antique a exercé sur la République romaine et plus encore sur l'Empire. Rome assimila et diffusa à son tour sa culture à l'ensemble de ses provinces, influençant même fortement les peuples voisins.
L'imbrication[réf. nécessaire] entre ces deux cultures commence avec la colonisation grecque en Italie du Sud (Grande-Grèce). Les transferts culturels prennent des formes multiples mais c'est surtout à partir de l'époque hellénistique que Rome imite le monde grec et, en retour, lui apporte une paix et une unité qu'il n'avait jamais connu auparavant.
Les caractéristiques du monde gréco-romains sont à l'origine de la civilisation occidentale qui, par les colonisations européennes de l'époque moderne et contemporaine, se diffuse à l'ensemble de la planète.

## Terminologie
L'adjectif « gréco-romain », inconnu dans l'Antiquité, est inventé par le juriste allemand Karl Eduard Zachariae von Lingenthal (de) en 1864 dans son Histoire du droit gréco-romain.[source insuffisante]

## Histoire

### La Grèce et l'Italie avant la conquête romaine
La période de l'histoire que nous appelons Grèce antique débute vers 1200 av. J.-C.. Quant à la Rome antique, elle débute avec l'épisode plus ou moins mythique de la fondation de Rome en 753 av. J.-C. C'est peu après cette date que les première colonies grecques sont fondées en Italie : la plus ancienne est Cumes, fondée par des colons chalcidiens vers 750-730 av. J.-C., marquant ainsi la naissance de la Magna Græcia. 
La colonisation grecque en Italie du Sud et en Sicile s'accompagne d'une brillante floraison urbaine à Crotone, Tarente, Syracuse et du développement des échanges avec les Étrusques et autres peuples italiens. Rome, souvent par l'intermédiaire des Étrusques, reçoit une première vague d'influence grecque : l'alphabet grec sert de modèle aux écritures italiennes, y compris l'alphabet latin, et les depenses somptuaires de l'aristocratie s'alignent sur le modèle grec. Cependant, cette évolution connaît un recul avec l'invasion des cités côtières par des peuples montagnards comme les Volsques et de l'Italie du Nord par les Celtes, qui pillent Rome en 390 av. J.-C., guerres accompagnées par des conflits sociaux et l'adoption de lois somptuaires qui réduisent drastiquement les dépenses de l'aristocratie.
Au fil du temps, un syncrétisme va se construire par l'interprétation grecque des divinités latines et l'adoption par Rome du mythe des origines troyennes. 
L'histoire de la Grèce antique se divise en quatre périodes : les siècles obscurs (vers 1200-800 av. J.-C.), l'époque archaïque (vers 800-480 av. J.-C.), l'époque classique (480-323 av. J.-C.) et l'époque hellénistique (323-31 av. J.-C.). Quant à la Rome antique, sa chronologie peut être découpée en trois périodes suivant les différents régimes politiques qu'a connu l'État romain antique : la Royauté romaine (753-509 av. J.-C.), la République romaine (509-27 av. J.-C.) et l'Empire romain (27 av. J.-C. - 476 apr. J.-C.).  L'histoire de la Grèce et de la Rome antiques s'étale donc sur près de dix-sept siècles.

### La conquête du monde grec par Rome
La conquête politico-militaire du monde grec par Rome s'étale sur plusieurs siècles, du siège de Tarente en 281 av. J.-C. à la bataille d'Actium en 31 av. J.-C.
À partir du milieu du IVe siècle av. J.-C., la République romaine s'impose comme première puissance d'Italie. Elle sort victorieuse de la guerre de Pyrrhus et des guerres puniques. Entre 295 et 264 av. J.-C., elle soumet l'ensemble de la péninsule en s'appuyant sur les aristocraties locales contre les classes populaires. Les riches demeures des particuliers aussi bien que les sanctuaires s'inspirent des modèles hellénistiques.
Entre-temps, le monde grec a atteint son apogée territorial avec les conquêtes d'Alexandre le Grand. L'empire multiethnique des Achéménides est partagé entre plusieurs royaumes gréco-macédoniens souvent en guerre les uns contre les autres. Les dynastes gréco-macédoniens, même " divinisés", n'ont qu'une autorité fragile.  Une minorité de colons grecs et d'indigènes hellénisés, de plus en plus concentrés dans les villes, suivant les lois et le mode de vie grecs, domine une masse indigène attachée à sa langue et à ses coutumes, chargée de lourds impôts et obligée de produire pour l'exportation. Les troubles sociaux, la fuite des paysans, les révoltes se multiplient. Les villes, bien que privilégiées, revendiquent de plus en plus leur autonomie, agitation endémique qui fera bientôt le jeu des conquérants romains. Dans la vieille Grèce, l'hégémonie du royaume de Macédoine n'arrive pas à imposer la paix aux cités turbulentes, aux rivalités entre ligue achéenne et ligue étolienne. À partir de la seconde guerre de Macédoine, Rome, victorieuse de la phalange macédonienne, impose sa tutelle en jouant, là aussi, du soutien aux classes riches contre la démocratie : le régime du suffrage censitaire s'impose a peu près partout, les notables s'assurant le consentement des classes populaires par l'évergétisme.
L'échec politique des États hellénistiques s'accompagne pourtant d'une brillante réussite culturelle : la science fait de grands progrès en mathématiques avec Euclide, astronomie avec Hipparque de Nicée et Apollonios de Perga, géographie avec Eratosthène, médecine avec Hérophile et Érasistrate. Les techniques progressent avec Archimède et Philon de Byzance. Cependant, la pratique de l'esclavage rend peu attractive la mécanisation. En philosophie, à côté de l'aristotélisme et du platonisme apparaissent de nouvelles écoles, cynisme, épicurisme et surtout stoïcisme. Cependant, le premier stoïcisme est avant tout une cosmogonie : ce n'est qu'à l'époque romaine que son éthique s'élèvera à un idéal de justice universelle faisant du sage un « citoyen du monde ».
Cette culture se diffuse par les grandes bibliothèques royales d'Alexandrie et de Pergame mais on devine de nombreuses bibliothèques privées où Homère et Euripide tiennent la première place. La poésie bucolique avec Théocrite, la comédie avec Ménandre auront un succès durable et seront les genres les plus imités. Le roman grec, en partie inspiré des récits orientaux d'Hérodote et Xénophon, émerge avec le Roman d'Alexandre.

### La Grèce«conquiert son vainqueur»
L'imprégnation grecque de la culture romaine est telle que l'historien Paul Veyne définit la civilisation romaine de l'époque impériale comme « l'hellenisme en deux versions : hellénisation en grec en Méditerranée orientale, hellénisation en latin à l'Ouest ». Pourtant, le même auteur souligne le particularisme obstiné des Grecs et leur complexe de supériorité : jusqu'à une époque tardive, ils sont le seul peuple de l'Empire, avec les Juifs, à refuser de se considérer comme des "Romains". Même quand ils combattent aux côtés des Romains pendant la crise du IIIe siècle, ils se présentent comme des "alliés" (symmachoi) et non des Romains. Selon Veyne, « l'identité culturelle hellénique n'aura eu d'égale, en ténacité, que l'identité religieuse des Juifs ».
Les modèles de l'architecture grecque, repris par l'architecture romaine avec d'importantes innovations techniques et les larges moyens matériels assurés par la paix romaine, donnent naissance à un modèle d'urbanisme qui se diffuse dans les pays conquis. La construction se renforce par l'adoption de la pouzzolane, du béton romain et de la coupole. Les bains de vapeur qui servaient d'annexe au gymnase et à la palestre, deviennent des édifices à part, parfois monumentaux : les thermes, lieux de loisirs et de sociabilité autant que d'hygiène. L'approvisionnement en eau est assuré par des aqueducs ; des siphons en plomb permettent le passage des dénivelés. Le forum, le théâtre et l'amphithéâtre diffusent le mode de vie romain et ses spectacles comme le mime et les jeux de gladiateurs. Une page célèbre de Tacite souligne l'importance de ce modèle urbain dans la romanisation d'une province, ici la Grande-Bretagne :

« De là vint que l'on apprécie notre manière de nous vêtir, et la toge devint plus fréquente ; peu à peu, on céda à l'attrait de nos vices, les portiques, les bains, la recherche dans les festins ; et, dans leur ignorance, ils appelaient cela "civilisation" alors que c'était un élément de leur servitude (Vie d'Agricola, 21.). »

Les jeux de gladiateurs romains, lointainement inspirés des jeux funéraires de l'Illiade, où des combattants professionnels tuent d'autres humains ou des animaux, sont critiqués par des intellectuels grecs comme Plutarque ou Dion de Pruse qui condamnent leur excitation malsaine mais suscitent l'engouement du public grec dès la fin du Ier siècle : Titus fait s'entretuer des prisonniers de guerre juifs dans les villes de l'Orient romain à la fin de la guerre de Judée et les Athéniens du temps de Dion organisent des combats dans le lieu sacré du théâtre de Dionysos.

## Arts

### Architecture
L'architecture des temples grecs, reprise par les Romains, avec son fronton et son péristyle, sont typiques de ces civilisations anciennes et de l'actuelle civilisation occidentale. Parmi ses plus illustres représentants, nous pouvons citer le Parthénon sur l'acropole d'Athènes, le temple d'Artémis à Éphèse, le temple de Jupiter capitolin à Rome ou encore les édifices de la Vallée des Temples à Agrigente. Le plan périptère, qui existe en Grèce au moins depuis le milieu du Xe siècle av. J.-C., se trouve sur beaucoup de ces temples.

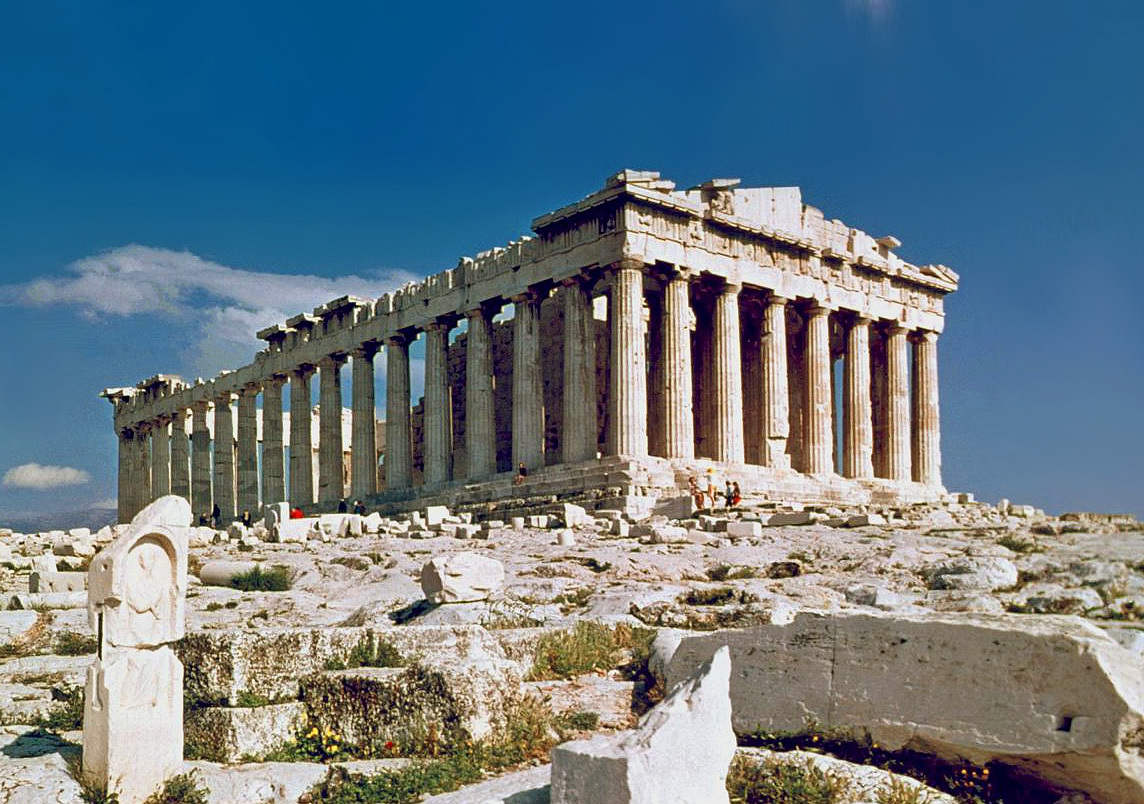
Le Parthénon, à Athènes, construit entre 447 et 438 av. J.-C., l'un des symboles de la Grèce antique et plus largement de l'Occident ancien

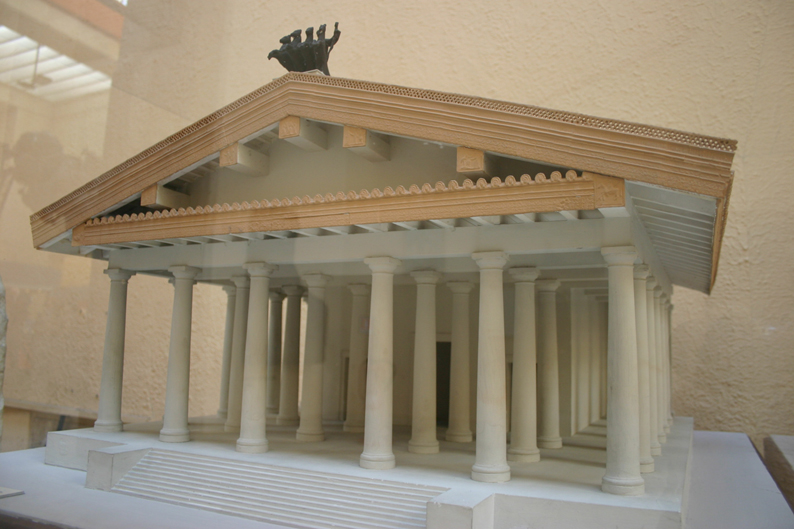
Maquette du temple de Jupiter capitolin, le principal temple de Rome, achevé sous le règne de Tarquin le Superbe, le dernier roi de la cité, à la fin du

### Sculpture

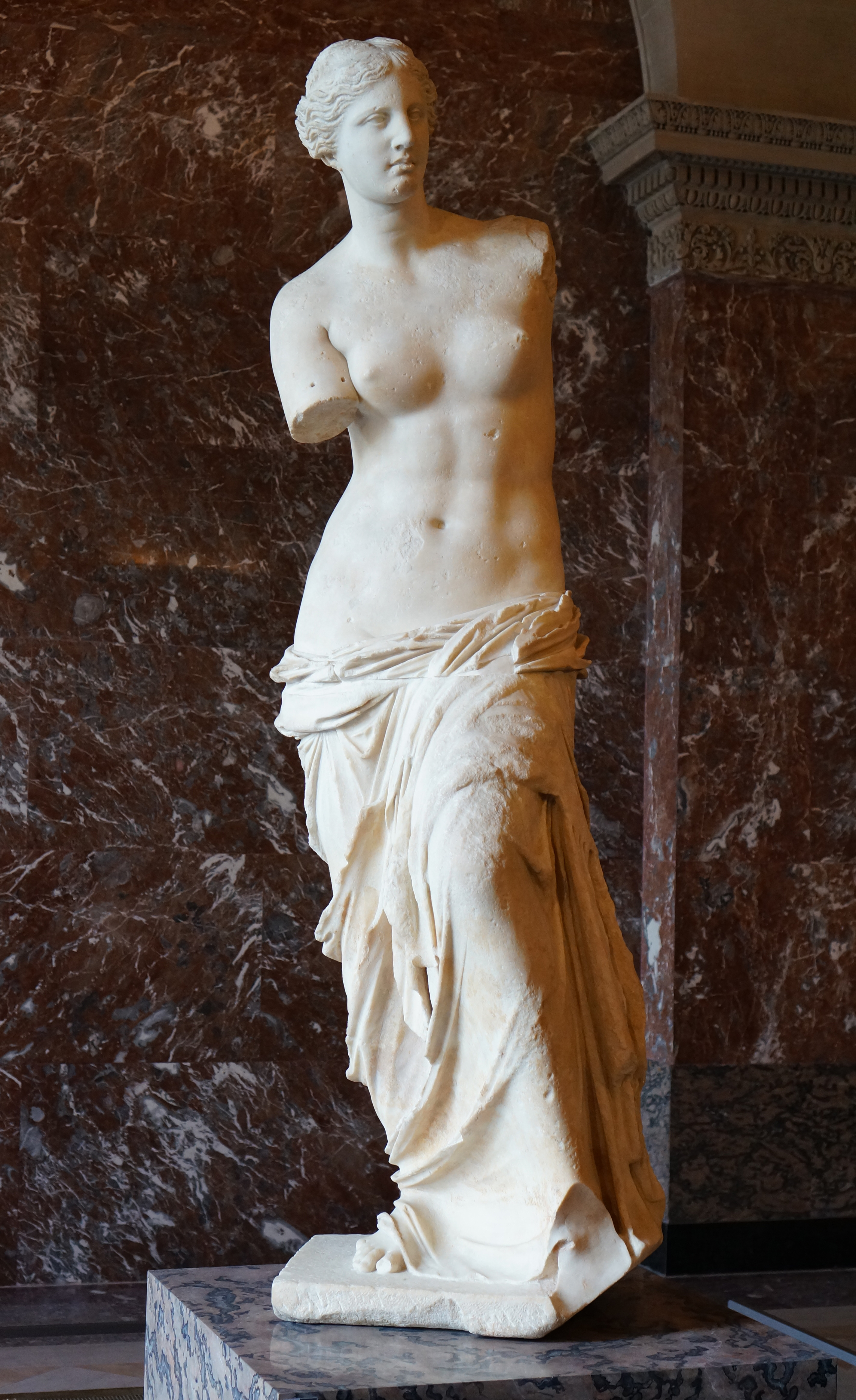
La Vénus de Milo, réalisée entre 150 et 130 avant notre ère, l'une des sculptures les plus connues de la Grèce antique, encore aujourd'hui considéré comme un chef-d'œuvre de l'art occidental

Durant les siècles obscurs (1200-800 av. J.-C.), la sculpture grecque antique se caractérisait essentiellement par des statuettes en bois, en terre cuite, en argile ou en ivoire. Les xoana sont des sculptures en bois, le plus souvent aniconiques, représentant une divinité et typiques de l'époque archaïque (800-480 av. J.-C.). Au VIIe siècle av. J.-C., les Grecs commencent à réaliser des sculptures en pierre avec l'apparition du style dédalique, dont la statue la plus connue est la Dame d'Auxerre, réalisée vers 640-630 av. J.-C. La sculpture grecque atteint son apogée à l'époque classique. En effet, cette période voit apparaître des sculptures qui maîtrisent l'anatomie et la pose, dont les auteurs sont identifiés, notamment du fait de la définition de canons esthétiques. La beauté des corps est fortement mise en avant. 
L'art hellénistique cultive, avec un rendu plus précis de l'anatomie, un expressionnisme plus spectaculaire, comme dans les groupes du grand autel de Pergame qui associe la lutte des dieux contre les Géants à celle des Grecs contre les Barbares, voire tapageur comme dans le Laocoon. Le Ier siècle av. J.-C. voit un tarissement d'inspiration et un retour aux modèles classiques qui inspirent l'art officiel romain à partir d'Auguste. La Grèce exporte des copies en marbre de ses chefs-d'œuvre anciens pour orner les monuments de Rome et, de plus en plus, ceux des grandes villes de province. Les gouverneurs romains imposent aux cités grecques de leur élever des statues et celles-ci, par économie, en viennent à recycler les monuments de leurs grands hommes passés en ne changeant que l'inscription}.
La sculpture grecque classique continuera de servir de référence à l'art occidental bien après l'Antiquité, notamment durant la Renaissance  et la période néo-classique (XVIIIe siècle et XIXe siècle).
La sculpture romaine tire ses origines dans les arts grec et étrusque.

### Céramique
- Céramique grecque antique
- Céramique étrusque

## Littérature

### Mythe et épopée
L'Iliade et L'Odyssée (issues de la Grèce antique) sont les deux plus anciennes œuvres connues de la littérature occidentale. La première est issue d'une tradition orale remontant au IIe millénaire av. J.-C., la seconde est un peu plus tardive. Elles furent mises par écrit au cours du VIIIe siècle av. J.-C. La tradition fait d'Homère le compositeur de ces épopées. Le premier poème raconte une partie de la Guerre de Troie, de la colère d'Achille aux funérailles d'Hector, et le second raconte les aventures d'Ulysse en Méditerranée lors de son pénible retour au pays après la même guerre. 
Certains épisodes du cycle de la guerre de Troie sont rattachés à l'Italie : Diomède, un des héros grecs de l'épopée, passe pour avoir fait naufrage en Apulie à son retour de Troie : il est massacré par les Dauniens et ses compagnons sont changés en oiseau.
À Rome, l'épopée la plus célèbre est L'Énéide de Virgile, composée au Ier siècle av. J.-C. et narrant le voyage d'Énée (censé être l'ancêtre de Romulus, le fondateur et premier roi mythique de Rome) et ses compagnons de Troie vers l'Italie.

### Poésie didactique
Durant plusieurs siècles, l'épopée était pratiquement le seul genre poétique existant en Grèce ancienne, jusqu'à l'essor de la poésie didactique à la fin du VIIIe siècle av. J.-C. marqué par Les Travaux et les Jours d'Hésiode.
Virgile renouvelle le genre de la poésie didactique : dans les Géorgiques, s'inspirant d'Hésiode et de l'agronome Varron, il célèbre le travail des champs mais il est plus sensible à sa grandeur de rendre le monde plus beau et plus fertile
.

### Poésie lyrique
Au début du VIIe siècle av. J.-C. apparaît en Grèce la poésie lyrique, genre mettant en avant l'expression des sentiments et des passions. Son nom vient du fait que le poète chantait ses poèmes accompagné d'une lyre. À l'instar de la poésie épique, elle est essentiellement cantonnée aux milieux aristocratiques. Parmi les plus célèbres poètes lyriques grecs figurent Tyrtée, Alcée, Théognis, Anacréon ou encore Pindare. Une femme s'est également démarquée dans ce domaine : Sappho de Lesbos. Ces poètes vécurent entre les VIIe et Ve siècles avant notre ère.

### Théâtre
Le théâtre grec antique (apparu au VIe siècle av. J.-C.), puis le théâtre romain antique, sont à l'origine du théâtre occidental. Le théâtre antique fut d'abord popularisé à Athènes par le tyran Pisistrate. Il atteint son apogée au cours du Ve siècle av. J.-C..
À Rome, les spectacles théâtraux sont conçus dès l'origine comme des "jeux grecs" ("ludi graeci"). Dans les comédies de Plaute, le récitant du prologue commence par annoncer quelle pièce de quel auteur grec est imitée. Les personnages et intrigues suivent les canevas largement conventionnels de la palliata, ce rituel tenant à la dimension religieuse du théâtre. En même temps, pour plaire aux hommes et aux dieux, l'auteur doit produire de la nouveauté par le décalage des effets musicaux et scéniques attendus. Plaute et Térence, qui écrivent à un demi-siècle de distance et s'inspirent souvent des mêmes auteurs grecs comme Ménandre, en tirent pourtant des interprétations opposées : le premier dans le sens d'une morale traditionnelle romaine assez rude, le second vers la psychologie amoureuse et les aspirations de liberté des jeunes gens.

## Langue
La connaissance du grec se répand assez tôt chez les Romains : dès le IIe siècle av. J.-C., un public assez nombreux vient écouter les discours des ambassadeurs et philosophes grecs ; Caton l'Ancien, qui ne cache pas son mépris pour la politique et les mœurs des Grecs, finit pourtant par apprendre leur langue. Le latin emprunte au grec, assez peu dans sa syntaxe mais beaucoup dans le vocabulaire des techniques, de la politique et des arts. Les Romains développent assez tôt un langage propre pour le droit mais le grec reste la langue privilégiée de la philosophie et des sciences. Les auteurs latins de la fin de la République affinent considérablement leur langue pour en faire le latin classique à l'usage des élites, avec une syntaxe complexe capable d'exprimer les nuances de la pensée et des sentiments, tandis que le latin populaire suit son évolution propre qui donnera naissance au bas latin et aux langues romanes. Les Romains traduisent les concepts grecs par des équivalents latins, non sans des glissements de sens : le grec arétè, qui exprime une idée d'excellence et de perfection, est rendu par virtus, "vertu", qui traduit plutôt l'effort sur soi. Philosophia est adopté tel quel en latin pour rendre la pratique intellectuelle mais rendu par sapientia, "sagesse", pour la conduite fondée sur le bon sens et la rectitude morale.

## Philosophie
La philosophie grecque antique se développe d'abord dans les colonies grecques d'Ionie, en Anatolie (actuellement en Turquie) à la fin du VIIe siècle av. J.-C., ainsi qu'en Grande-Grèce. La philosophie antique est caractérisée par l'existence d'écoles, ou de courants, dont les principaux sont le néo-platonisme, le cynisme ou scepticisme, l'épicurisme et le stoïcisme. Elle comporte des philosophes comme Socrate, Platon, Aristote, Diogène, Épicure. Elle est adaptée et prolongée dans le monde romain par des auteurs comme Cicéron, Lucrèce, l'empereur romain Marc Aurèle.
Transmise par différents canaux, elle constitue le fondement de la philosophie médiévale ainsi que de la philosophie occidentale moderne.

## Religion
La mythologie gréco-romaine, parfois appelé mythologie classique, est le résultat du syncrétisme entre les mythes romains et grecs, s'étalant de la période de la Grande-Grèce à la fin du paganisme romain. Avec la philosophie et la théorie politique, la mythologie est un des plus grands apports de l'Antiquité à la société occidentale.
L'expansion du christianisme bénéficie de la paix interieure et de la facilité d'échanges créée par l'Empire romain. Le grec, puis le latin remplacent l'hébreu et l'araméen comme langue des premières communautés chrétiennes. Malgré les persécutions, les apôtres prêchent la soumission au pouvoir temporel et le respect des hiérarchies sociales : le Romain et le non-Romain, l'homme libre et l'esclave sont égaux devant Dieu et doivent vivre en paix. Le pouvoir impérial, malgré quelques tentatives de réaction, en vient à se christianiser durant le IVe siècle. La nouvelle religion s'impose dans les villes où la liturgie chrétienne remplace le culte impérial et celui des divers polythéismes comme centre de la vie sociale alors que les campagnes restent plus longtemps païennes. Les Pères de l'Église, d'abord réticents envers la culture littéraire et artistique héritée du paganisme gréco-romain, finissent par l'adopter et l'introduire dans leur enseignement

## Sport
Le gymnase grec est un lieu à la fois d'éducation intellectuelle et sportive où les meilleurs athlètes se préparent à briller dans les Jeux panhelléniques. Au contraire, à Rome à l'époque républicaine, les exercices du Champ de Mars ont une finalité essentiellement militaire sans vocation esthétique : les jeunes hommes apprennent à courir, sauter, nager, monter à cheval et s'endurcir physiquement. En 186 av. J.C., le sénateur Fulvius Nobilior organise les premiers jeux athlétiques à Rome mais doit inviter des champions grecs. Il est imité par Pompée à la fin de la République, puis par Jules César. C'est surtout à l'époque impériale que les compétitions sportives entrent dans la culture romaine, malgré les critiques de senateurs conservateurs ou moralistes comme Sénèque. Auguste instaure un championnat panhellénique pour commémorer sa victoire d'Actium. Néron fait construire un gymnase au Champ de Mars, et Domitien un stade. Comme en Grèce, les jeux s'accompagnent de concours de poésie et d'éloquence. Ils coexistent avec les Jeux Romains, les Jeux plébéiens, les Jeux de Cybèle et autres parades religieuses accompagnées de récitations, pantomimes et courses de chars.